# Yecla (vi)
Yecla (Iecla en català), és una denominació d'origen dels vins produïts al voltant del municipi murcià de Iecla, obtenint-ne la denominació l'any 1972.

## L'Entorn
L'altitud de les vinyes està compresa entre els 400 i 800 metres sobre el nivell del mar. Els sòls són calcaris i abundants en ferro amb influències de clima mediterrani dins del clima continental. La pluviometria mitjana anual és de 350 mm.

## Varietats
- Varietats Blanques: Macabeu, Forcallat, Messeguera, Malvasia, Chardonnay, Moscatell, Sauvignon Blanc.
- Varietats Negres: Monastrell, Ull de Llebre, Cavernet Sauvignon, Syrah, Merlot, Garnatxa tintera, Garnatxa, Petit Verdot.

## Cellers
- Bodegas Castaño
- Bodegas La Purísima
- Señorío de Barahonda